# 인디안밥
인디안밥은 농심에서 생산하는 과자로 1976년 3월에 출시되었다.

## 명칭
인디안밥은 인디언들의 주식이었던 옥수수로 만들어 인디안밥이라고 이름 하였으며, 과거 "아~아~아 인디안밥!"이라는 광고가 인기를 얻어 이를 이용한 놀이도 유행하였다고 한다.

## 역사
인디안밥은 인디언들의 주식이었던 옥수수에 착안을 해 만들게 되었다고 한다. 미국 워싱턴 D.C. 소재 국립 인디언 박물관의 '세계로 퍼져나간 인디언 음식들' 코너에 한국 과자 '인디안밥(Indian Corn Snack)'이 전시되어 있어 SNS에서 화제가 되었다.

## 특징
인디안밥은 호주산 옥수수 70%를 함유하고 있으며 맛은 고소하다. 우유와 함께 먹으면 색다른 맛을 느낄 수 있다고 한다.

## 원재료명
원재료는 옥수수펠렛, 정제염, 효소처리스테비아, 미강유, 팜유, 스위트콘시즈닝, 우유, 전란분, 대두이다.